# بيرم باشا (صدر أعظم)
الداماد بيرم باشا (بالتركية الحديثة: Bayram Paşa) ـ (توفي قرب أورفة في 26 أغسطس 1638) هو سياسي عثماني كان واليًا على مصر بين عامي 1626 و1628، ثم تولى الصدارة العظمى للسلطان مراد الرابع في الفترة من 2 فبراير 1637 إلى وفاته في 26 أغسطس 1638. كان متزوجًا من الأميرة هنزاده، أخت السلطان عثمان الثاني. أمر بإعدام الشاعر نفعي سنة 1635 م بسبب هجائه المقذع لرجال الدولة. يحمل حي بيرم باشا في إسطنبول اسمه حتى اليوم.